# Кристен Михал
Кристен Михал (рођен 12. јула 1975) је естонски политичар који је био премијер Естоније од 23. јула 2024. Члан Реформске странке наследио је Кају Калас, која је именована за високог представника ЕУ за спољну политику и безбедност. Михал је претходно био министар правде од 2011. до 2012. године, министар економије и инфраструктуре од 2015. до 2016. као и министар климе од 2023. до 2024.
Дана 29. јуна 2024. Реформска странка је номиновала Михала да замени Кају Калас на месту премијера након што је потоња именована за високог представника Уније за спољне послове и безбедносну политику Европске уније. Влада Кристена Михала преузео је дужност 23. јула 2024, након што је 14 министара положило заклетву пред Ригикогуом.

## Рани живот и образовање
Михал је рођен у Талину 12. јула 1975. Студирао је право на Академији Норд и дипломирао . године. Од 2009. године похађа мастер студије права на Правном факултету Универзитета у Талину.

## Приватни живот
Михал и његова партнерка Евелин Орас, политичка саветница, заједно су од средине 2000-их. Имају троје деце.